# Свети Димитър (Грунища)
Вижте пояснителната страница за други значения на Свети Димитър.
„Свети Великомъченик Димитър“ или „Свети Димитрий“ (на македонска литературна норма: „Свети Димитар“, „Свети Димитриј“) е възрожденска църква в мариовското село Грунища, част от Преспанско-Пелагонийската епархия на Македонската православна църква – Охридска архиепископия. Издигната е в 1860 година на север от селото. По време на Първата световна война, когато Грунища е на фронтовата линия, църквата е разрушена. Обновена е в 1926 година и е изписана. Представлява гробищна църква, дълга 12 и широка 6 метра. И храма и камбанарията са покрити с каменни плочи, а стените отвън са измазани с бял хоросан около камъните.